# Ольгино (Тамбовская область)
О́льгино — деревня в Ржаксинском районе Тамбовской области. Входит в состав Гавриловского сельсовета.

## Население
| 2002 | 2010 |
| ---- | ---- |
| 137  | ↘93  |

## Улицы
В деревне имеется одна улица — Кооперативная.

## Инфраструктура
В деревне функционирует колхоз имени Пономарёва, в котором трудятся жители деревни Ольгино и окрестных деревень.

## Известные уроженцы
- Пономарёв, Георгий Андреевич (1914—1943) — советский военнослужащий, капитан, Герой Советского Союза.